# Recensământul Statelor Unite ale Americii din 1870
Recensământul Statelor Unite ale Americii din 1870 (engleză United States Census, 1870, conform originalului The United States Census of 1870) a fost cel de-al nouălea din recensămintele efectuate o dată la zece ani în Statele Unite ale Americii, fiind al nouălea dintr-o serie ce cuprinde azi 23 de calculări ale populației Uniunii.  
Populația totală determinată a fost de 38.558.371 de locuitori, o creștere de 22.6 % față de cei 31.443.321 de locuitori înregistrați în 1860. 

## Componența Statelor Unite ale Americii în 1870

Animaţie prezentând ordinea intrării statelor în Uniune (1776 - 1959)

În 1870, la data încheierii recensământului, Statele Unite aveau 37 de state, Uniunea fiind constituită din cele 33 de state, care constituiseră Uniunea în 1860, anul celui de-al optulea recensământ, la care s-au adăugat patru noi entități componente, devenite state ale Statelor Unite în deceniul 1861 - 1870: 
- 34. Kansas, la 29 ianuarie 1861
- 35. Virginia de Vest, la 20 iunie 1863
- 36. Nevada, la 31 octombrie 1864
- 37. Nebraska, la 1 martie 1867

Cu excepția statului Nebraska, care a intrat în Uniune după Războiul civil american, intrările celorlalte trei state, doar de partea Nordului, au fost puțin "forțate", fiind dictate de necesitățile politice, economice, umane și materiale generate de imensul efort produs de un război fratricid. 
Astfel, intrarea statului Kansas a fost de natură politică, acesta fiind cunoscut ca un stat cu o opinie preponderent anti-sclavie (înclinând sensibil balanța politică împotriva menținerii sclaviei), intrarea statului West Virginia a fost rezultatul secesiunii părții de vest a statului Virginia, a cărui parte rămasă (coincizând cu statul Virginia de azi) a fost liderul moral, economic și conceptual al Confederației, iar intrarea statului Nevada a fost una pur economică, întrucât Uniunea avea nevoie de cantitățile imense de argint pe care statul le putea furniza.   

## Observații
Acest prim recensământ, primul efectuat după devastatorul Război civil american care a durat mai bine de patru ani, 1861 - 1865, a considerat locuitorii noilor state adăugate, a întregistrat pentru prima dată foști sclavi ca persoane libere (acolo unde a putut să efectueze recensământul) și a consemnat indirect pierderile masive umane ale războiului civil. 
Din cauza dizlocării masive de persoane, de morți și de dispăruți, precum și a "haosului" generat de perioada de după război, numărul real de locuitorii ai națiunii a fost sensibil diferit față de numărul consemnat de recensământ, dar (din păcate) marja de eroare este imposibil de estimat. 